# Caloptilia thymophanes
Caloptilia thymophanes là một loài bướm đêm thuộc họ Gracillariidae. Nó được tìm thấy ở Ấn Độ (Bihar).
Ấu trùng ăn Lannea coromandelica và Odina wodier. Chúng ăn lá nơi chúng làm tổ.